# حسین یزدی (جاسوس)
حسین یزدی (۲۲ شهریور ۱۳۱۳–۱۷ بهمن ۱۳۹۹) نفوذی ساواک در حزب توده ایران بود. وی فرزند اول مرتضی یزدی و همسر آلمانی‌اش هلابدورفتیس بود.

## ورود به حزب توده
حسین همراه برادرش فریدون، در ۵۵-۱۹۵۴م  برای تحصیل به آلمان شرقی اعزام شدند و در شهرهای درسدن و برلین شرقی به دانشگاه رفتند. حسین از همان آغاز ورود به آلمان شرقی به پشتوانه وجهه پدرش مورد اطمینان رهبری حزب قرار گرفت و وارد حزب شد. وی  به عنوان مترجم و راننده در خدمت رهبری حزب، رضا روستا و رضا رادمنش (دبیر اول حزب توده) بوده و این دو به شدت به او اعتماد داشته‌اند.

## کتاب خاطرات
ماجرای جاسوسی حسین یزدی و برادرش برای ساواک‌، که شامل خاطرات وی است. در مهر ماه ۱۳۹۰ با عنوان «جاسوسی در حزب: برادران یزدی و حزب توده ایران» توسط انتشارات نشر جهان منتشر گردید.